# عزلة عتاب (المهرة)

تعديل مصدري - تعديل

عزلة عتاب هي إحدى عزل مديرية سيحوت في محافظة المهرة اليمنية ويبلغ تعداد سكانها 2214 نسمة حسب التعداد السكاني في اليمن لعام 2004.

## روابط خارجية
- الجهاز المركزي للإحصاء بالجمهورية اليمنية
- المركز الوطني للمعلومات باليمن
- World Gazetteer:Yemen
- الدليل الشامل